# The Bootleg Series Vol. 9: The Witmark Demos: 1962–1964
The Bootleg Series Vol. 9: The Witmark Demos: 1962–1964 é um compilação do cantor Bob Dylan, lançada a 18 de Outubro de 2010.

## Faixas
Disco 1
1. "Man on the Street" (Fragment)
2. "Hard Times in New York Town"
3. "Poor Boy Blues"
4. "Ballad for a Friend"
5. "Rambling, Gambling Willie"
6. "Talking Bear Mountain Picnic Massacre Blues"
7. "Standing on the Highway"
8. "Man on the Street"
9. "Blowin' in the Wind"
10. "Long Ago, Far Away"
11. "A Hard Rain's a-Gonna Fall"
12. "Tomorrow Is a Long Time"
13. "The Death of Emmett Till"
14. "Let Me Die in My Footsteps"
15. "Ballad of Hollis Brown"
16. "Quit Your Low Down Ways"
17. "Baby, I'm in the Mood for You"
18. "Bound to Lose, Bound to Win"
19. "All Over You"
20. "I'd Hate to Be You on That Dreadful Day"
21. "Long Time Gone"
22. "Talkin' John Birch Paranoid Blues"
23. "Masters of War"
24. "Oxford Town"
25. "Farewell"

Disco 2
1. "Don't Think Twice, It's All Right"
2. "Walkin' Down the Line"
3. "I Shall Be Free"
4. "Bob Dylan's Blues"
5. "Bob Dylan's Dream"
6. "Boots of Spanish Leather"
7. "Girl from the North Country"
8. "Seven Curses"
9. "Hero Blues"
10. "Whatcha Gonna Do?"
11. "Gypsy Lou"
12. "Ain't Gonna Grieve"
13. "John Brown"
14. "Only a Hobo"
15. "When the Ship Comes In"
16. "The Times They Are a-Changin'"
17. "Paths of Victory"
18. "Guess I'm Doing Fine"
19. "Baby, Let Me Follow You Down"
20. "Mama, You Been on My Mind"
21. "Mr. Tambourine Man"
22. "I'll Keep It with Mine"

## Paradas
| Parada (2010)                  | Posições |
| ------------------------------ | -------- |
| Estados Unidos - Billboard 200 | 12       |
| Austrália - ARIA Charts        | 36       |
| Europa - European Albums Chart | 13       |
| Reino Unido - UK Albums Chart  | 18       |